# The Yomiuri Shimbun Building
Le Yomiuri Shimbun Building est un gratte-ciel de 200 mètres pour 33 étages construit en 2013 à Tokyo au Japon dans le district d'Ōtemachi. C'est le siège du journal Yomiuri shinbun, un quotidien détenu par le Yomiuri Group, l'un des plus grands groupes de presse du Japon. L'immeuble est également dénommé "Yomiuri Newspaper Tokyo Head Office Building". 